# Маутерндорф

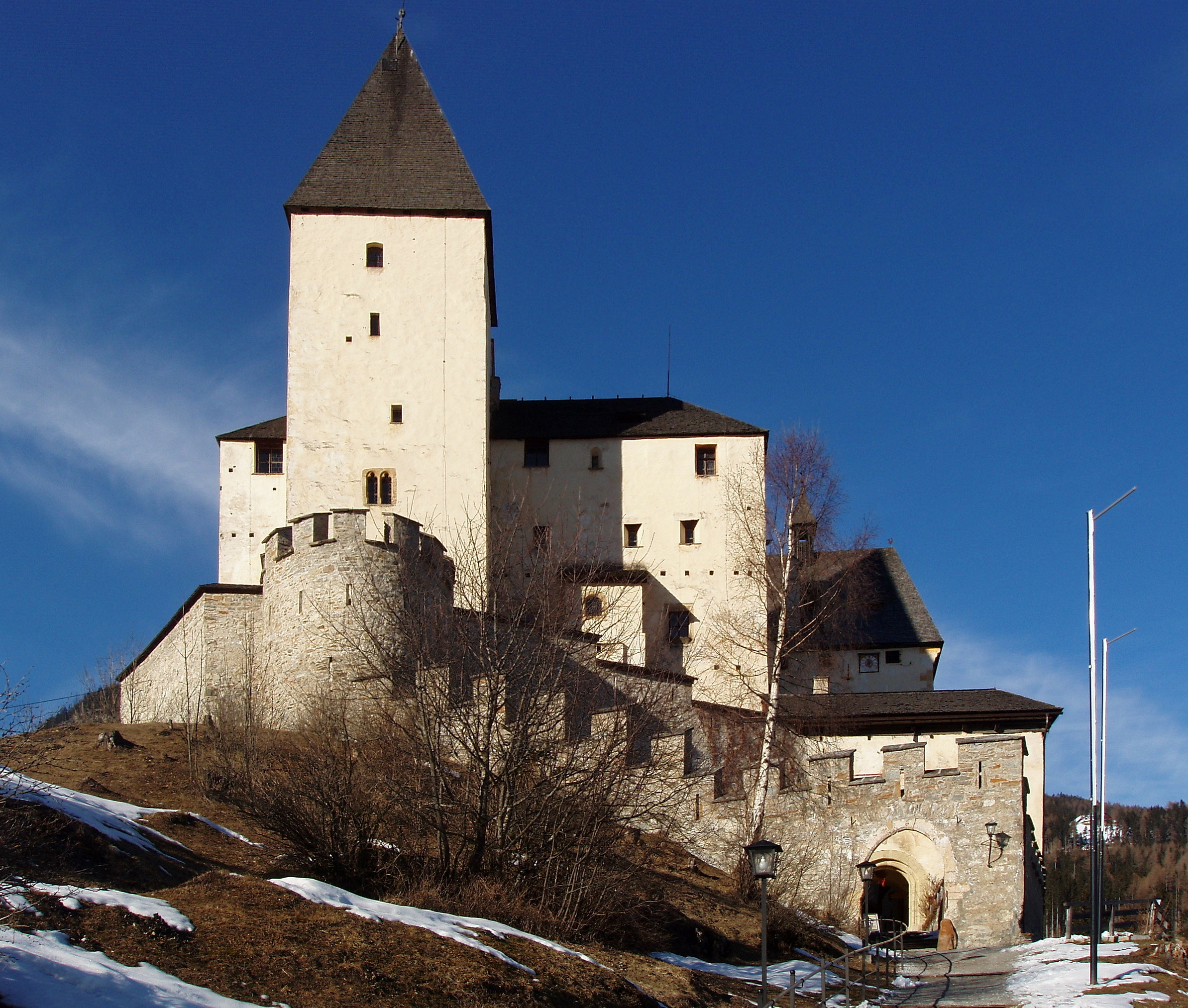
Южная сторона замка Маутерндорф

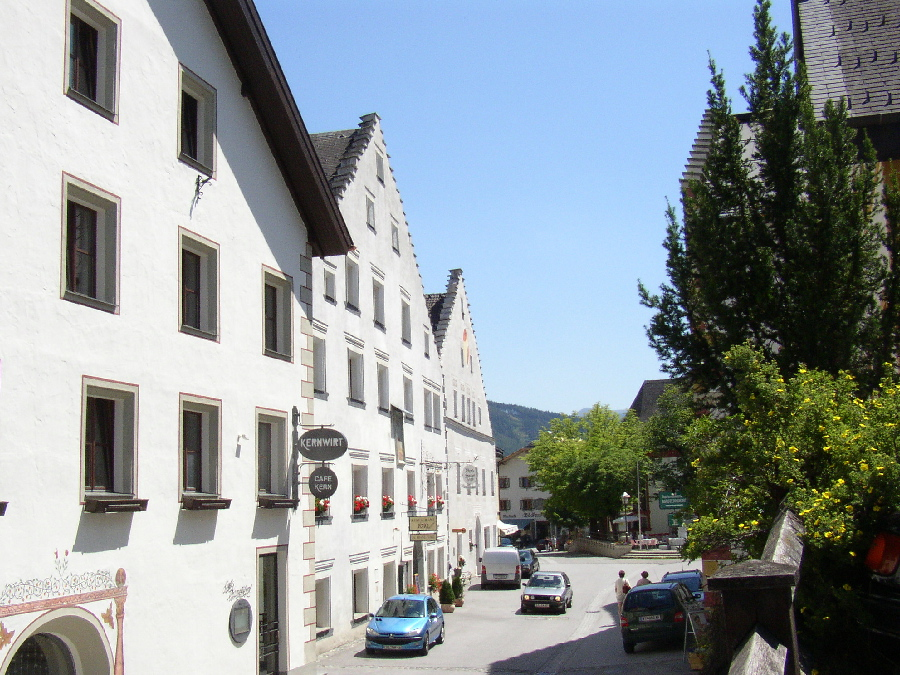
Маутерндорф

Маутерндорф (нем. Mauterndorf) — ярмарочная коммуна (нем. Marktgemeinde) в Австрии, в федеральной земле Зальцбург. Входит в состав округа Тамсвег. Площадь общины составляет 32,71 км², население — 1595 человек (1 января 2021), плотность населения — 49 чел./км².

## История
Во времена Римской империи через современный Маутерндорф проходил путь через хребет Тауэрн. В городе до сих пор сохранились римские каменные памятники. Примерно на месте, где сейчас находится замок, располагался римский военный лагерь. В 1023 году место, где сейчас находится город, попало под юрисдикцию зальцбургского епископа. В XIII веке епископ установил тут таможенный пост для сбора налога (нем. Maut) на провоз товара по одному из основных путей через Альпы, из Австрии в Италию. От этого поста происходит современное название города (нем. Dorf по-немецки деревня). В 1253 году на холме над долиной, через которую проходил торговый путь, был построен замок, существенно расширенный в XV веке. В нём располагалась администрация города. В 1806 году замок перешёл государству.
В 1894 году пришедший к тому времени в ветхость замок приобрёл и отреставрировал берлинский военный врач Херман вон Эпенштайн.
С 1939 по 1945 год замок принадлежал лично Герману Герингу, будучи подарен ему вдовой вон Эпештайна (последний был крёстным отцом Геринга). В детстве Геринг часто жил в замке, а в конце войны планировал бежать туда. Он также профинансировал строительство водопровода в Маутерндорфе и за это был избран почётным гражданином города. В 2007 году обсуждался вопрос о лишении Геринга почётного гражданства. Бургомистр Маутерндорфа Вольфганг Эдер назвал эту идею «бессмысленной», так как после смерти Геринг так или иначе его потерял.
В 1968 году замок купила федеральная земля Зальцбург. С 1979 по 1982 год была проведена его реставрация, стоившая 20 миллионов австрийских шиллингов (примерно 1,5 миллиона евро). В настоящее время замок функционирует как музей и как конференционный центр.

## Население
| Год  | Численность |
| ---- | ----------- |
| 1869 | 1192        |
| 1889 | 1130        |
| 1890 | 1067        |
| 1900 | 1137        |
| 1910 | 1207        |
| 1923 | 1149        |
| 1934 | 1188        |
| 1939 | 1251        |
| 1951 | 1651        |
| 1961 | 1615        |
| 1971 | 1646        |
| 1981 | 1678        |
| 1991 | 1663        |
| 2001 | 1850        |
| 2011 | 1688        |
| 2021 | 1595        |

## Политическая ситуация
Бургомистр коммуны — Вольфганг Эдер (АНП) по результатам выборов 2004 года.
Совет представителей коммуны (нем. Gemeinderat) состоит из 17 мест.
- АНП занимает 10 мест.
- СДПА занимает 5 мест.
- АПС занимает 2 места.